# Jeszenica vára
Jeszenica vára (horvátul: Stari grad Jesenica), várhely Horvátországban, a Saborsko melletti Lička Jesenica területén.

## Fekvése
A falu belterületén, a Borik-hegy északnyugati lejtőinek lábánál, a Jesenica-patak által három oldalról körülvett területen állt. 

## Története
Jeszenice vára valószínűleg a 15. század végén, vagy a 16. század elején épült, mivel sem a Frangepánok 1449-es birtokmegosztásakor, sem az 1486-ban kiadott modrusi urbáriumban nem említik. Ez a terület ebben az időben már a Frangepánok uralta Modrus vármegyéhez tartozott. A jeszenicei jobbágyok az adófizetés mellett szükség esetén lovas katonai szolgálattal is tartoztak. A várat csak 1544-ben a Frangepánok várai között említik meg először. 1553-ban Ungnád János a délvidék katonai parancsnoka jelentést tett a királynak a délvidéki várak állapotáról, egyúttal pénzt kért felújításukra, őrséggel és korszerű fegyverekkel való ellátásukra. A végvidéki várak közül Licska Jeszenica, Modrus és Ogulin várait találta a legfontosabbaknak, melyek építési munkálatira 500 forintot kért. Ezután a várat javították és őrség elhelyezésére alkalmassá tették. 1563-ban királyi parancsra egy bizottság újra végigjárta a horvát határvidék várait. A bihácsi várkapitány alá tartozó Jeszenicának ekkor negyven fős királyi helyőrsége volt. Falait alkalmasnak találták, de elrendelték a vár körüli árok megásatását, melybe a Jeszenica-patak vizét vezették. 1577-ben őrségét 35-ről 65-re emelték. Zenggből legénységet és fegyvert kapott és élelmiszer készletét is feltöltötték. Bár a várat a Zrínyiek és a Frangepánok is magukénak tekintették, visszaszerezni már nem tudták. Mindvégig királyi katonaság maradt benne. Amikor 1592-ben Bihács elesett a török portyázók Jeszenicáig törtek előre és az egész vidéket elpusztították.
Ezután a 17. század elejéig ez a térség lakatlan volt. 1609-ben a grazi haditanács engedélyezte a török által elfoglalt területről szerb pravoszláv lakosság letelepedését Plaski és Jesznica vidékére. A letelepedést Ferdinánd főherceg utasítására, Johann Gall ogulini kapitány engedélyezte. Az első betelepülőket több betelepülési hullám követte, mely lényegében 1645-re fejeződött be. Az újonnan érkezettek a vlach jog alapján biztosított kiváltságaik fejében katonáskodással tartoztak szolgálni. Felépítették plaski őrtornyát, megerősítették a védelmi létesítményeket, köztük Jeszenice várát is. 1835-re Jeszenice vára miután már régóta nem javították teljesen lepusztult állapotba került. 1860-ban itt helyezték el a település első alapiskoláját, mely 1924-ig működött az épületben. Az iskola kiköltözése után a vár végleg romlásnak indult, anyagát a környékbeli lakosság építőanyagként használva teljesen széthordta.

## A vár mai állapota
Jeszenica vára, mely a Borik hegy északnyugati lejtőjének lábánál állt négyszög alaprajzú volt. A vár a Jeszenice folyó itteni átkelőjét ellenőrizte. Három oldalát a folyó kanyarulata fogta körbe, a negyedik oldalon, a vártól mintegy 70 méterrel keletre egy haránt irányú árkot húztak, mely egy víznyelőtől indult és a folyó főágába torkollott. Ezáltal támadás esetén az árkot vízzel tudták elárasztani. A várnak két tornya volt, egy a keleti és egy a nyugati sarkon. A harántárok mellett két őrtorony állt. Később a Borik hegyen és a Sivnaka oldalába is őrtornyokat emeltek. Ezeket árkokkal kötötték össze és az őrgórékból kiindulva ellenőrizték őket. A várat a két világháború között teljesen elbontották, 1924-ig még iskola működött benne. Mára semmi nem maradt belőle, a helyén látható terepalakzatok egykori formájára sem utalnak.